# Albalate de Zorita
Albalate de Zorita település Spanyolországban, Guadalajara tartományban. Albalate de Zorita Almoguera, Almonacid de Zorita, Puebla de Don Francisco, Yebra, Zorita de los Canes és Buendía községekkel határos. Lakosainak száma 1146 fő (2024).

## Népesség
A település lakosságának változását az alábbi diagram mutatja:
| Lakosok száma | 890  | 813  | 987  | 1087 | 1125 | 1022 | 957  | 943  | 1080 | 1146 |
|               | 2001 | 2004 | 2006 | 2009 | 2011 | 2014 | 2016 | 2019 | 2021 | 2024 |